# Urmările celui de-al Doilea Război Mondial în Germania

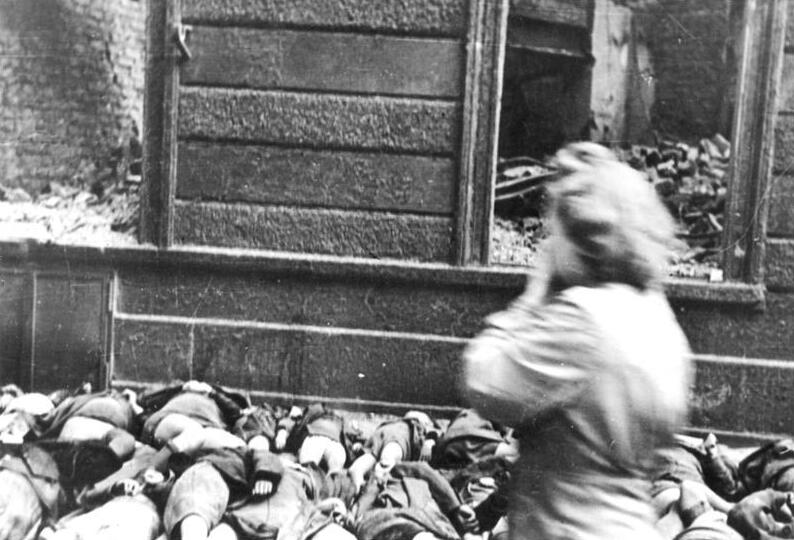
O femeie necunoscută din Germania (1945)

Urmările celui de-al Doilea Război Mondial, ca pierderile omenești și o lume în ruine, au fost fatale pentru toată Europa, dar poate cel mai mult a suferit populația din Germania. Chiar în zilele de azi au loc aici explozii de pe urma unor bombe rămase de pe timpul celui de-al Doilea Război Mondial.
Duminică, 3 noiembrie 2013, la ora 17:36, peste 20.000 de persoane au fost evacuate din locuințele lor din Dortmund, un oraș din vestul Germaniei, după ce autoritățile au găsit o bombă imensă din Al Doilea Război Mondial, pe care se pregătesc să o dezamorseze. Bomba de aproape două tone a fost descoperită după ce experții au analizat mai multe fotografii făcute din aer, pentru a depista astfel de dispozitive care nu au explodat în timpul războiului, relatează CBS News. Astfel de dispozitive neexplodate sunt frecvent descoperite în Germania, însă cazurile în care se găsesc bombe atât de mari sunt extrem de rare.
O bombă cu dimensiuni similare a fost descoperită în 2011 în orașul Koblenz, care se situează de-a lungul fluviului Rin. La acea vreme, aproximativ 45.000 de persoane au fost evacuate pentru dezamorsarea dispozitivului exploziv.
La data 3.01.2014, pe la ora prânzului, un excavatorist de 50 de ani a murit și trei persoane au fost grav rănite din cauza accidentului din Euskirchen, cauzat de explozia unei bombe rămase de pe timpul celui de-al Doilea Război Mondial. În apropierea locului accidentului au fost dezamorsate anterior și alte bombe. Explicația existenței unui număr atât de mare de bombe neexplodate este că locul se află în apropierea de gara de cale ferată a localității, care a fost bombardată de Aliați. Seismografele din regiune au înregistrat un cutremur slab, de intensitate 0,6 pe scara Richter.